# أنقليس ثعباني شراعي الزعانف
أنقليس ثعباني شراعي الزعانف (الاسم العلمي: Letharchus rosenblatti) هو نوع من الأنقليس، يتبع فصيلة الأنقليس الثعباني.